# Winner Medical
 (décembre 2021).
 (janvier 2023).
L'article doit être relu — et modifié si nécessaire — par des contributeurs indépendants pour apporter un regard critique aux contributions effectuées en violation des conditions d'utilisation de Wikipédia, tant sur la forme (notamment concernant le style encyclopédique, la proportionnalité) que sur le fond (la neutralité de point de vue, la qualité et l'indépendance des sources).
Winner Medical (Chinois simplifié: 稳健医疗; Chinois traditionnel: 穩健醫療), abréviation de Winner Medical Co., Ltd, est une société de fabrication de produits médicaux basée en Chine, fondée par Li Jianquan en 1991, dont le siège est à Shenzhen. Anciennement cotée à plusieurs reprises sur diverses bourses américaines sous le nom de Winner Medical Group Inc., elle se concentre sur la production de fournitures de soins de santé, principalement des pansements pour le soin des plaies et des produits de protection contre les infections, ainsi que sur la spécialisation dans les masques et les combinaisons de protection. En outre, elle fabrique également des produits liés aux nourrissons. La société détient 3 marques, "Winner", "PurCotton" et "PureH2B".
Entre 2005 et 2010, la société est entrée en bourse de manière séquentielle sur l'OTCBB, l'AMEX et le NASDAQ. En juillet 2012, il a adopté une offre d'achat d'actions détenues par d'autres investisseurs pour 109,7 million $, et en décembre, il a été radié de la cote après avoir été fermé par Winner Holding Limited. Après avoir levé 543,5 million $ grâce à son IPO, il a atterri sur la SZSE en septembre 2020 sous le symbole "300888", Li Jianquan détenant 68% de ses actions.

## Histoire
Winner Medical a développé la technologie du non-tissé de spunlace tout coton en 2005. En 2014, il était uniquement financé par Sequoia China, qui détenait environ 8.09 % des actions du premier après son IPO. En juin 2018, il a été financé par Shenzhen Capital Group.
Winner Medical a exploité ses lignes de production de masques tout au long des vacances de 2019 Lunar New Year, produisant 109 millions de masques et 11,5 millions d'équipements de protection au cours des cinq semaines précédant le 26 janvier 2020.
En mai 2020, la UK DHSC a signée un contrat de 91 million £ avec Winner Medical pour l'achat de PPE. La même année, elle a établi son deuxième siège social à Hubei, où elle est également la principale base de production de la société.